# Eremobates vicinus
Espèce
Eremobates vicinus est une espèce de solifuges de la famille des Eremobatidae.

## Distribution
Cette espèce est endémique des États-Unis. Elle se rencontre au Nevada et en Californie.

## Description
Le mâle holotype mesure 25,0 mm.

## Publication originale
- Muma, 1963 : Solpugida of the Nevada Test Site. Brigham Young University Science Bulletin. Biological series, vol. 3, no 2, p. 1-15.